# غوتفريد فينجر
غوتفريد فينجر (بالتشيكية: Gottfried Finger)‏ هو ملحن تشيكي، ولد في 1660 في أولوموتس في التشيك، وتوفي في 1 أغسطس 1730 في مانهايم في ألمانيا.

## وصلات خارجية
- غوتفريد فينجر على موقع ميوزك برينز (الإنجليزية)
- غوتفريد فينجر على موقع أول ميوزيك (الإنجليزية)
- غوتفريد فينجر على موقع ديسكوغز (الإنجليزية)